# Max Janser
Max Janser (* 21. Juni 1943 in Adliswil) ist ein ehemaliger Schweizer Radrennfahrer und nationaler Meister im Radsport.

## Sportliche Laufbahn
Janser war Bahnradsportler, Strassenrennen bestritt er sporadisch. Als Amateur gewann er 1967 die nationale Meisterschaft im Steherrennen vor Candid Grab. 1969 gewann er den Titel als Berufsfahrer vor Emanuel Plattner. 1970 verteidigte er den Titel vor Emil Zimmermann. Sein Schrittmacher war in der Regel Ueli Luginbühl.
Seine Karriere als Radprofi dauerte von 1968 bis 1970.